# Tangerine (chanson de Led Zeppelin)
Pour les articles homonymes, voir Tangerine (homonymie).
Tangerine est une chanson folk rock du groupe de hard rock britannique Led Zeppelin, parue sur l'album Led Zeppelin III en 1970.
Tangerine a été interprétée en concert par Led Zeppelin à différents moments dans leur carrière et a été enregistrée par d'autres musiciens[précision nécessaire].

## Contexte
La chanson a été composée par le guitariste Jimmy Page plusieurs années auparavant, à l'époque où il était membre des Yardbirds. Jimmy Page explique « Je l'avais écrite après un fort bouleversement émotionnel, et j'ai juste changé quelques-unes des paroles pour la nouvelle version ».
Ce titre pourrait avoir été influencé par sa relation avec la chanteuse américaine Jackie DeShannon, avec qui il est lié à l'époque.
Le 4 avril 1968, les Yardbirds enregistrent une démo très similaire à Tangerine appelée Knowing That I'm Losing You, durant leurs dernières sessions d'enregistrement aux Studios Columbia  à New York. Page en compose la musique et Keith Relf, le chanteur des Yardbirds, en écrit les paroles. Cependant, l'auteur et critique musical Bob Carruthers écrit dans Led Zeppelin: Uncensored on the Record que Knowing That I'm Losing You est une composition du seul Jimmy Page.

## Enregistrement et composition
Bien qu'écrit précédemment, Tangerine cadre bien avec l'esprit folk rock inspiré par la Californie que Robert Plant et Jimmy Page mettent en place pour l'album Led Zeppelin III à Bron-Yr-Aur, une petite maison de campagne de la région de Snowdonia, en Pays de Galles.
Led Zeppelin enregistre la chanson à Headley Grange, un ancien hospice situé à Headley, village du East Hampshire, en utilisant le studio mobile des Rolling Stones.

## Musiciens
- Jimmy Page : guitare
- Robert Plant : chant
- John Paul Jones : basse
- John Bonham : batterie